# Drie pianostukken (Lindberg)
Drie pianostukken is de derde compositie die de Fin Magnus Lindberg componeerde voor de piano, zijn eigen instrument.
De Finse uitgeverij Fuga zocht korte oefenstukken voor de piano die geschikt waren voor jonge pianisten. Het werden uiteindelijk de drie (kleine) pianostukken van Lindberg, soms wordt "klein" (små) weggelaten. De stukken zijn echter ongeschikt voor de beginnend pianist. Lindberg, zelf begenadigd pianist, leverde een drietal werkjes af op seriële basis, waarbij de dynamiek, waaronder generale pauzes niet ontbreken, weer een belangrijke rol speelt. De melodielijn is zo verbrokkeld dat ze nauwelijks herkenbaar is.
Ralph van Raat, die het werk in 2007 in de Bachzaal opnam, schreef dat de muziek (hoe verbrokkeld ook) bestaat uit diverse lagen, die voor voor- en achtergrond zorgen, een zaak die in de latere werken van Lindberg voor welke samenstelling dan ook een belangrijke rol spelen. Een voorbeeld daarvan is te vinden in stukje 2, een melodielijn wordt opgehouden door een scherp dissonant akkoord in het middenregister van de piano. Het akkoord vindt even later haar echo in het lage register van de piano. Het eerstgenoemde akkoord wordt vrij forte gespeeld; het tweede piano; toch valt het tweede akkoord veel meer op.

Andere zaken die van Raat aankaartte zijn de ritmische complexiteit, verborgen polyfonie en de klankkleurschakeringen die in het werk zitten.
De deeltjes zijn simpelweg genaamd 1 (0:48 minuten); 2 (1:30) en 3 (1:58), waarbij in deel drie beide handen de melodie spelen en tegelijkertijd de basisakkoorden moeten spelen. De stijl van het werk sluit naadloos aan bij zijn eerdere werken Muziek voor twee piano's en Pianostuk van twee en een jaar eerder. Voor zover bekend heeft het werkje nooit een publieke uitvoering gehad, anders dan proefspelen. De eerste opname van het werk vond plaats op 1 en 2 juni 1984, maar is niet meer verkrijgbaar (2009).

## Discografie
- opname Naxos; Ralph van Raat ; opname 6 en 7 oktober 2007; Amsterdam.